# Mercedes Cup 2001
Mercedes Cup 2001 — тенісний турнір, що проходив на кортах з твердим покриттям у місті Штутгарт, Німеччина з 16 липня . Належав до категорії ATP International Series Gold.

## Фінальна частина

### Одиночний розряд
Густаво Куертен —  Гільєрмо Каньяс 6–3, 6–2, 6–4

### Парний розряд
Гільєрмо Каньяс /  Райнер Шуттлер —  Майкл Гілл /  Джефф Таранго 4–6, 7–6(7–1), 6–4